# Кэт Стивенс
Кэт Стивенс (англ. Cat Stevens, имя при рождении Стивен Деметр Георгиу, англ. Steven Demetre Georgiou, в 1978 году изменено на Юсуф Ислам; род. 21 июля 1948, Лондон) — британский певец, автор песен и мультиинструменталист, в 1970-х годах продавший 60 миллионов копий альбомов, два из которых (Tea for the Tillerman и Teaser and the Firecat) стали трижды платиновыми в США. В 1979 году Кэт Стивенс покинул поп-сцену, принял ислам и, взяв новое имя, Юсуф Ислам, посвятил себя просветительской и благотворительной деятельности в мусульманском сообществе. В 2006 году музыкант вернулся на сцену и выпустил свой первый (после 26-летнего перерыва) альбом An Other Cup.

## Биография
Стивен Деметр Джоржуа родился 21 июля 1948 года в Лондоне в семье грека-киприота Ставроса Джоржуа и шведки Ингрид Викман, которые управляли рестораном «Moulin Rouge» неподалёку от Пикадилли. Отец, православный христианин, и мать-баптистка отдали мальчика в католическую школу Святого Иосифа (St. Joseph Roman Catholic Primary School) на Маклин-стрит. Когда Стивену было восемь лет, родители развелись, но продолжали совместную работу в своем ресторане.
К пению Стивена приобщила мама в раннем детстве; значительное влияние на раннее музыкальное воспитание мальчика оказали многочисленные греческие свадьбы, на которые его часто брал с собой отец. Затем он открыл для себя коллекцию пластинок старшей сестры, в которой «было всё от Бетховена до „Порги и Бесс“ и Фрэнка Синатры». Музыка стала служить для него «фоном, призванным освещать мгновения» (англ. a background thing that sort of lit up the moment). Первой пластинкой, которую он купил самостоятельно, была «Babyface» Литтл Ричарда:5.
Стивен Джоржуа начал писать песни в двенадцать лет: самую первую (называвшуюся «Darling, No») он, по собственному признанию, «желал бы забыть», но вторая, «Mighty Peace», осталась в памяти как «первая настоящая». Поначалу Стивен сочинял песни на фортепиано, затем переключился на гитару, но обнаружил, что «…чем разучивать чужие композиции, проще писать собственные»:9. Съездив с матерью в Швецию, он познакомился с её братом Хьюго, профессиональным живописцем, с этого момента он увлёкся изобразительным искусством.
В шестнадцатилетнем возрасте Стивен поступил в Хаммерсмитский художественный колледж, но проучился недолго, решив посвятить себя фолк-музыке. К этому времени он уже давал концерты в лондонских пабах и кофейнях; первый из них состоялся в 1963 году, в дуэте с Питером Джеймсом, под псевдонимом Кэт Стивенс (подружка как-то заметила, что глаза у него «кошачьи»). Друзья и близкие, однако, всегда звали его Стивом, не Кэтом. В 1964 году он впервые предложил свою песенную продукцию EMI; там её одобрили и стали покупать песни, выплачивая в среднем по 30 фунтов за каждую. «Это и был мой второй источник дохода — помимо работы в отцовском ресторане»:9, — вспоминал Стивенс.

### Музыкальная карьера
В восемнадцатилетнем возрасте Кэт Стивенс произвёл своим выступлением впечатление на менеджера Майка Херста (англ. Mike Hurst), в прошлом — участника британской вокальной группы The Springfields), и тот помог ему с заключением контракта. Первый успех Стивенсу принёс сингл «I Love My Dog» (1966); «мгновение, когда я впервые услышал себя по радио, было величайшим в моей жизни», — вспоминал он. Последовавшие затем «I’m Gonna Get Me a Gun» (1967) и «Matthew and Son» (заглавный трек дебютного альбома, вышедшего в начале 1967 года) стали хитами: вошли в британскую «десятку», поднявшись в UK Singles Chart до #6 и #2 соответственно. Следующие два года Стивенс непрерывно гастролировал (с такими разными исполнителями, как Джими Хендрикс и Энгельберт Хампердинк), постепенно создавая себе репутацию восходящей звезды британской поп-сцены.
Второй альбом New Masters (1967) успеха в Британии не имел, но позже вызвал интерес — тем, что содержал в себе трек «The First Cut Is the Deepest», ставший хитом в исполнении Рода Стюарта (сначала его исполнилa П. П. Арнолд). Сверхнасыщенный образ жизни сказался на состоянии здоровья Кэта Стивенса. Он вспоминал, что, непрерывно работая — в студиях и на гастролях — «много курил, забывал поесть, совершенно не следил за собой». Когда появились первые симптомы болезни, врач решил, что это простуда. Но затем певец начал кашлять кровью: его немедленно отправили в клинику на Харли-стрит, и здесь обнаружился туберкулёз:21.
В клинике у Стивенса развилась ещё и паранойя: он был убеждён в том, что от него скрывают правду и что он умирает. Певец вспоминал, что болезнь и связанные с нею страхи повлияли на него радикальным образом, пусть и косвенно. «Она явилась стимулом к тому, чтобы выйти на новое направление в развитии; подсказали мысль о том, что следовало бы больше узнать о духовной стороне этой жизни, прежде чем покинуть её… Я понял, что нужно начинать новый путь, но не мог понять, куда: поэтому начал много читать. Это сказалось на текстах: у меня стали появляться такие песни, как The Wind»:22, — вспоминал он. Певец заинтересовался мировыми религиями, занялся медитацией; в клинике он написал более 40 песен, которые сформировали основу репертуара, принесшего ему вскоре мировую известность.
Подписав новый контракт с Island Records, Стивенс выпустил Mona Bone Jakon, альбом, записанный с продюсером Полом Сэмвеллом-Смитом, в прошлом — участником The Yardbirds. Пластинка, выстроенная на блюз- и фолк-структурах, но аранжированная очень просто, явила слушателю совсем иного Кэта Стивенса, размышляющего о смысле жизни и суетности поп-славы. Сингл из альбома «Lady D’Arbanville» (#8, 1970) — посвящение покинувшей его возлюбленной, актрисе и модели Патти Д’Арбанвиль) — стал хитом, поднявшись до #8 в британских чартах. Аккомпанировали ему здесь на флейте Питер Гэбриэл (будущий вокалист Genesis), перкуссионист Харви Бернс и гитарист Алан Дэвис.
Всемирную известность Стивенсу принес альбом Tea for the Tillerman (#1 в Billboard Top LPs; #206 в списке 500 Величайших альбомов по версии журнала Rolling Stone). Синглами отсюда вышли «Wild World», «Hard-Headed Woman» и «Father and Son», своего рода поп-автобиография, спетая двумя разными голосами.
The Teaser and the Firecat (1971, #2 UK) стал золотым в США через три недели после выхода. Параллельно в чартах один за другим побывали «Peace Train» (#7), «Morning Has Broken» (#6, кавер христианского псалма с изменённым текстом, написанным Элинор Фарджон) и «Moonshadow» (#30).

Я придумываю мелодию и продолжаю напевать её до тех пор, пока слова сами не рождаются из неё, постепенно вхожу в гипнотическое состояние: позволяю тексту развиваться в любом направлении, куда он сам захочет… «Moonshadow» я написал в Испании, когда ночью начал танцевать на скалах, под аккомпанемент плещущихся волн, под яркой луной… Это был один из тех моментов, к которым только и нужно стремиться, когда пишешь песни…— Кэт Стивенс в интервью бостонской радиостанции.
В 1971 году несколько песен Кэта Стивенса были использованы в саундтреке к фильму «Гарольд и Мод», который приобрел культовую популярность и познакомил новую аудиторию с музыкой певца уже после того, как тот перестал записываться. Catch Bull at Four (1972, с синглом «Sitting», #16) стал золотым за 15 дней, а верхнюю строку в списках «Биллборда» удерживал 3 недели. С годами голос Стивенса чуть огрубел, звук стал жёстче, но в целом он не изменял однажды выбранному направлению вплоть до 1978 года, когда неожиданно после выхода Back to Earth объявил о своем решении покинуть поп-сцену.

## Юсуф Ислам
Во многом на мировоззрение Стивенса повлияло происшествие в Малибу в 1975 году. «Поняв, что тону, я мысленно воскликнул: о Бог! — если ты спасешь меня, я буду работать только для тебя!» — позже рассказывал он в интервью. Поначалу Стивенс увлекся буддизмом, нумерологией, картами таро и астрологией, но потом брат Дэвид подарил ему Коран и тем самым предопределил дальнейшую судьбу:
До тех пор я ничего не знал об исламе; то есть, я знал, что есть мусульмане, поскольку мой отец — грек-киприот; я знал, что турки — где-то там, «на другой стороне». Но лишь прочтя Коран, я начал кое-что понимать об исламе — именно о нём, а не о тех националистического толка предрассудках, что сложились в отношении ислама в средствах массовой информации.Юсуф Ислам. BBC Documentary:37
Стивенс обратился в мечети к духовному лицу с вопросом, может ли он стать мусульманином и при этом продолжать заниматься поп-музыкой, на что получил однозначно утвердительный ответ. Однако очень скоро он осознал, что не сможет писать поп-песни о вещах столь глубоких, и что единственно правильным в такой ситуации был бы уход со сцены.
23 декабря 1977 года Кэт Стивенс формально принял ислам и в следующем году поменял имя на Юсуф Ислам (англ. Yusuf Islam). Последний раз на музыкальной сцене он выступил 22 ноября 1979 года: это был благотворительный концерт в честь «Года ребёнка» на стадионе Уэмбли.
Бывший певец обратился к рекорд-компании с просьбой более не распространять его музыкальную продукцию, а получив отказ, решил все доходы от релизов направлять на филантропические и образовательные цели в мусульманском сообществе. В 1981 году он построил начальную школу (Islamia Primary School) в Килберне на севере Лондона, после чего основал несколько исламских средних школ и благотворительное общество Small Kindness, до сих пор помогающее жертвам голода в Африке, Индонезии и Ираке. В 1985—1993 годах он возглавлял организацию Muslim Aid.
В 1985 году Юсуф Ислам решил впервые выйти на музыкальную сцену, чтобы выступить на историческом концерте Live Aid, и даже написал по этому случаю новую песню. Но выступить ему не удалось из-за того, что Элтон Джон намного превысил свой лимит времени.
21 февраля 1989 года Юсуф Ислам вызвал международный скандал выступлением в Кингстонском университете, когда поддержал требование смертной казни для Салмана Рушди (за «Сатанинские стихи»). В телепрограмме «Hypotheticals» он заявил следующее: «Вместо того, чтобы сжигать изображение преступника, я предпочел бы для него реальное наказание. Если бы Рушди появился у меня на пороге, я попытался бы лично дозвониться до аятоллы Хомейни и указать, где тот находится». Позже, в интервью журналу Rolling Stone 2000 года Юсуф Ислам выразил сожаление по поводу эффекта, вызванного его заявлениями, и утверждал, что был втянут в скандал искусственно средствами массовой информации.
Те несколько лет, что он подвергался критике и общественному давлению, став в глазах некоторых своего рода изгоем (в прессе появлялись требования о его депортации), произвели на Юсуфа Ислама тяжёлое впечатление:
Если бы я узнал об исламе из газет и СМИ, а не из первоисточников, я действительно испытал бы ужас перед вопросом: кто я, что со мной произошло? Но я ведь знаю, кто я. Я прошел важнейший путь, какой только может быть у человека в этой жизни, — путь к ответу на вопрос: 'Кто я? Каково мое здесь предназначение?' Поэтому когда твою сущность начинают искажать, когда в тебе видят не того, кто ты есть, — да, это тяжело.Юсуф Ислам. BBC Documentary, 2010:42
Именно эти чувства подсказали ему вернуться к музыке. «Только в своих песнях я могу рассказать о себе настоящем»:44, — объяснял он в интервью BBC.

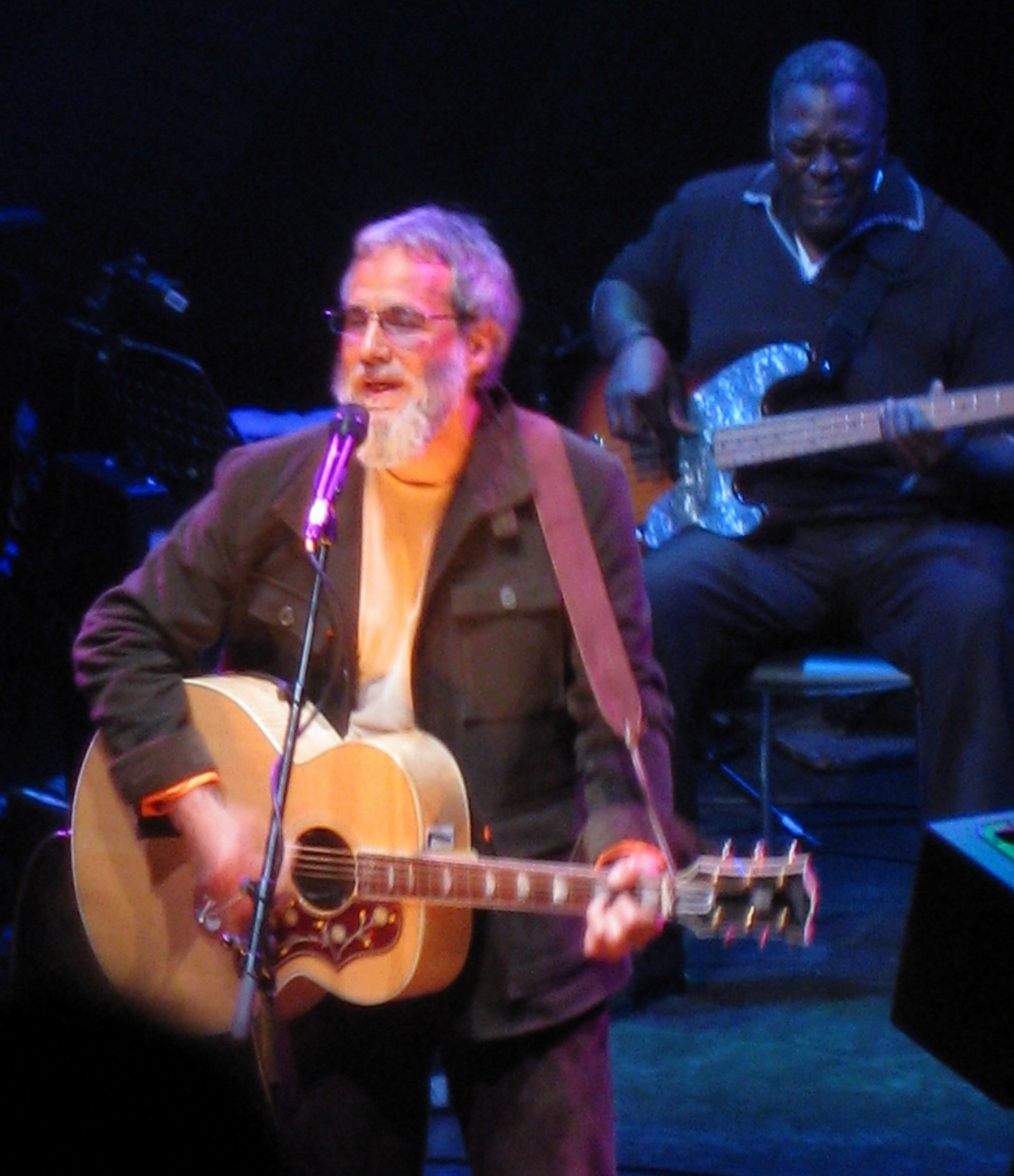
Юсуф Ислам на концерте в Шепердз-Буш, 2009 год

В течение многих лет выпускавший лишь пластинки религиозного толка, в новом веке Юсуф Ислам стал возвращаться на музыкальную сцену. Самая первая из написанных им после возвращения песен, «Dream of Josef», осталась невыпущенной. Поворотным пунктом явилась для него серия выступлений на BBC («Кафе Юсуфа»); именно здесь он почувствовал, что его возвращения ждут и что он в состоянии «навести мосты», воссоединиться с утраченной аудиторией:49.
Юсуф Ислам перезаписал «Peace Train» для сборника, на котором, в числе прочих, были представлены Дэвид Боуи и Пол Маккартни, а позже исполнил ту же вещь на концерте в честь Нельсона Манделы, причем выступил с Питером Гэбриэлом, в далеком прошлом — своим флейтистом. В декабре 2004 года вместе с Ронаном Китингом (экс-Boyzone) Юсуф Ислам записал новую версию песни «Father and Son»: сингл дебютировал в британских чартах на 2-м месте.
В 2005 году вышел сингл «Indian Ocean» — о цунами 2004 года, — записанный с индийским продюсером Рахманом, Магне Фуруолменом (клавишником A-ha) и барабанщиком Travis Нейлом Примроузом. Деньги, вырученные от продажи сингла, были (по каналам организации Small Kindness) переадресованы сиротам Банда Ачех, района, особенно пострадавшего от удара волны.

### Возвращение на сцену
В декабре 2006 года Юсуф Ислам дал свой первый американский концерт (в Линкольновском центре). За месяц до этого в 2007 (на собственном лейбле Ya Records) он выпустил альбом An Other Cup (с синглом «Heaven»/«Where True Love Goes»), записанный с продюсером Риком Ноуэлсом (известным по работам с Дайдо и Родом Стюартом).
В январе 2009 года Юсуф Ислам (при участии Клауса Формана) записал версию песни Джорджа Харрисона «The Day the World Gets Round». Все средства от продажи сингла были направлены в фонды, помогающим населению сектора Газа. При этом Форман использовал идею (им оформленной) обложки битловского альбома Revolver, пририсовав к лицам Джорджа и себя самого лицо молодого Кэта Стивенса.
5 мая 2009 года вышел новый альбом Юсуфа Ислама Roadsinger (A&M Records/Island Records), дебютировавший на #41 в Billboard 200 и на #10 в UK Album Charts.

## Дополнительные факты
- Песня «Here Comes My Baby» из дебютного альбома Кэта Стивенса принесла большой успех группе The Tremeloes. «Wild World» входила в чарты также в исполнении Mr. Big.
- В начале 1970-х годов Кэт Стивенс имел романтическую связь с Карли Саймон, чьи песни «Legend in Your Own Time» и «Anticipation» написаны о ней[18].
- Композиция «Longer Boats» — о летающей тарелке, которую музыкант наблюдал однажды ночью[6].
- В многочисленных интервью Юсуф Ислам утверждает, что уговорил его вернуться к музыке сын, 22-летний Мухаммед Ислам, также музыкант и художник, в 2007 году сам выпустивший дебютный альбом под псевдонимом Yoriyos.
- 10 ноября 2004 года Юсуф Ислам в Риме в присутствии пятерых нобелевских лауреатов премии мира получил награду «Человек за мир» от Фонда Горбачева.
- 21 сентября 2004 года Юсуфа Ислама не пустили в США: появились сообщения о том, что он, будто бы, связан с палестинской организацией Хамас. Инцидент вынудил британского министра иностранных дел Джека Строу отправить личную жалобу Колину Пауэллу в ООН.

## Дискография

### Cat Stevens
- 1967 — Matthew and Son
- 1967 — New Masters
- 1970 — Mona Bone Jakon
- 1970 — Tea for the Tillerman
- 1971 — Teaser and the Firecat
- 1972 — Catch Bull at Four
- 1973 — Foreigner
- 1974 — Buddha and the Chocolate Box
- 1974 — Saturnight (Live in Tokyo)
- 1975 — Numbers
- 1977 — Izitso
- 1978 — Back to Earth
- 1984 — Footsteps in the Dark: Greatest Hits, Vol. 2
- 2004 — Majikat
- 2014 — Tell ’Em I’m Gone

### Yusuf Islam
- 1995 — The Life of the Last Prophet
- 1999 — Prayers of the Last Prophet
- 2000 — A Is for Allah
- 2003 — I Look I See
- 2005 — Indian Ocean
- 2006 — Footsteps in the Light
- 2006 — An Other Cup
- 2009 — Roadsinger

## Сборники
- 1975 — Greatest Hits
- 1977 — Cat’s Cradle (US only)
- 2000 — The Very Best of Cat Stevens
- 2001 — Cat Stevens Box Set
- 2005 — Gold